# جيسون واتكينز
جيسون واتكينز (بالإنجليزية: Jason Watkins)‏ هو ممثل بريطاني، ولد في 28 أكتوبر 1966 في المملكة المتحدة. من الجوائز التي نالها جائزة الأكاديمية البريطانية للتلفاز عن فئة أفضل ممثل ‏ سنة 2015.

## جوائز
- جائزة الأكاديمية البريطانية للتلفاز عن فئة أفضل ممثل [الإنجليزية]‏ (2015)

## وصلات خارجية
- جيسون واتكينز على موقع IMDb (الإنجليزية)
- جيسون واتكينز على موقع قاعدة بيانات الفيلم (الإنجليزية)